# По той бік Чорної ріки
«По той бік Чорної ріки» (англ. Beyond the Black River) — одна з новел американського письменника Роберта Говарда про варвара Конана з Кіммерії. Розповідь була вперше опублікована в 1935 році в журналі Weird Tales.
Пізніше розповідь було опубліковано у збірниках King Conan (Gnome Press, 1953) і Conan the Warrior (Lancer Books, 1967). У 1970 році оповідання увійшло до антології The Mighty Swordsmen (Lancer Books, 1970) і в збірниках The Conan Chronicles Volume 2: The Hour of the Dragon (Gollancz, 2001) та Conan of Cimmeria: Volume Three (1935—1936) (Del Rey, 2005).

## Сюжет
| «Варварство це натуральний стан роду людського… …Цивілізація протиприродна. Вона є примхою обставин. І врешті-решт завжди переможе варварство[1]." |
У лісах аквілонського прикордоння слідопит Конан рятує життя молодому тауранському переселенцю Бальту. По дорозі до форту Тускелан вони знаходять труп торговця Тіберія і беруть його з собою. Конан розповідає, що піктський чаклун Зогар Заг вкрав у Тіберія барила з пивом. Слідопити вистежили і захопили п'яного чаклуна. Оскаженілий Заг втік з острогу і присягнувся перебити своїх кривдників. Демони, підконтрольні Загу вбили всіх, Тіберій став останньою жертвою.
Почувши у гущавині лісу крик жінки, герої кидаються на допомогу, але це чергова витівка демона, поки Конан і Бальт обшукують зарості, демон встигає обезголовити труп Тіберія і понести його голову Зогар Загу.
Комендант форту Валанн побоюється, що чаклун нашле мор на поселенців і посилає загін слідопитів під командою Конана, щоб убити або полонити чаклуна. Загін потрапляє в пастку, Бальт та інші слідопити потрапляють в полон. Зогар Заг викликає з лісу жахливих звірів, щоб ті вбили полонених. Конан встигає прийти на порятунок і звільнити Бальта. Він розповідає, що Зогар Заг владний тільки над тими звірами, хто пам'ятає його предка Іргала Зага.
Досягнувши форту Тускелан, герої бачать, що він потрапив в облогу повсталих піктів. Конан і Бальт поспішають попередити поселенців про напад піктів, де розділяються. Бальт і пес Рубака залишаються на вірну смерть і вступають в нерівний бій, щоб жінки і діти встигли втекти. Конан прикриває відхід колоністів і чує голос Бальта, але зайшовши в гущавину, зустрічає демона, з яким вступає в бій і перемагає.
Аквілонцям вдається відкинути піктів від Велітріум, але провінція Конайохара втрачена для них. Дивом уцілілий слідопит розповідає Конану про загибель Зогар Зага після взяття піктами форту Тускелан. Чаклун раптово впав і помер, тіло його було жорстоко зранене, а голова відділена від тіла.